# Bored of Education
Bored of Education ist ein komödiantischer US-amerikanischer Kurzfilm aus dem Jahr 1936. Der Film ist eine Folge der US-Kinoserie Die kleinen Strolche (OT: Our Gang, auch als Little Rascals bekannt).

## Handlung
Der erste Schultag ist für die Schulkinder kein Grund zur Freude. Weil sie ihre neue Lehrkraft nicht kennen, hecken Spanky und Alfalfa einen Plan aus, um der Schule fernbleiben zu können. Alfalfa soll Zahnschmerzen vortäuschen, dazu soll er sich, um eine Schwellung zu simulieren, einen Ballon in den Mund stopfen.
Die beiden wissen nicht, dass die neue Lehrerin Miss Lawrence den Plan mitbekommen hat. Als Überraschung für die Kinder hat sie Eiscreme bestellt. Alfalfa ist unwillig, das Lied Good Morning to You mitzusingen. Die Lehrerin lässt Alfalfa und Sparky nach Hause gehen. Die Jungs triumphieren, doch dann sehen sie den Mann, der die Eiscreme liefert. Nun wollen sie einen Weg zurück ins Klassenzimmer finden. Spanky lässt den Ball in Alfalfas Mund platzen und präsentiert Miss Lawrence einen schnell genesenen Schulkameraden.
Miss Lawrence lässt die Jungen ins Klassenzimmer zurückkehren. Doch Alfalfa soll, da er das Begrüßungslied nicht mitgesungen hat, ein anderes Lied zum Besten geben. Alfalfa hat versehentlich den Ballonstöpsel verschluckt. Als er nun ein Lied anstimmt, ist bei jedem Einatmen ein seltsames Schnaufen zu vernehmen. Nun sollen auch Spanky und Alfalfa ihre Ration Eiscreme bekommen, doch das Eis ist mittlerweile geschmolzen. Doch Miss Lawrence, nett und freundlich, gibt den beiden zwei frische Eisportionen.

## Auszeichnungen
1937 gewann der Film einen Oscar in der Kategorie Bester Kurzfilm (One-Reel). Es war der einzige Film der Kleinen Strolche, welcher mit diesem Preis ausgezeichnet wurde.

## Hintergrund
Seine Premiere hatte der Film am 20. August 1936. Der Film basiert auf dem sechs Jahre zuvor erschienenen Kurzfilm Teacher’s Pet, ebenfalls mit den Kleinen Strolchen. Der Regisseur dieses Filmes, Gordon Douglas, hatte in Teacher’s Pet eine kleine Nebenrolle als Eis- und Kuchenlieferant gehabt. Da Bored of Education mit nur zehn Minuten halb so lang wie Teacher’s Pet ist, wurde die Handlung allerdings deutlich verflacht: So erzählt ein Schüler der jungen Lehrerin nicht versehentlich ihre Pläne, sondern die Lehrerin belauscht hier die Schüler.
In Deutschland kam dieser Film in der ZDF-Reihe Die kleinen Strolche zu einer TV-Aufführung (Folge Der erste Schultag). Allerdings wurde der Film dabei mit anderen Kurzfilmen der Reihe zusammengeschnitten.